# Monetaria moneta
A Monetaria moneta a csigák (Gastropoda) osztályának a Hypsogastropoda alrendjébe, ezen belül a porceláncsigák (Cypraeidae) családjába tartozó faj.
A Monetaria puhatestűnem típusfaja.

## Előfordulása

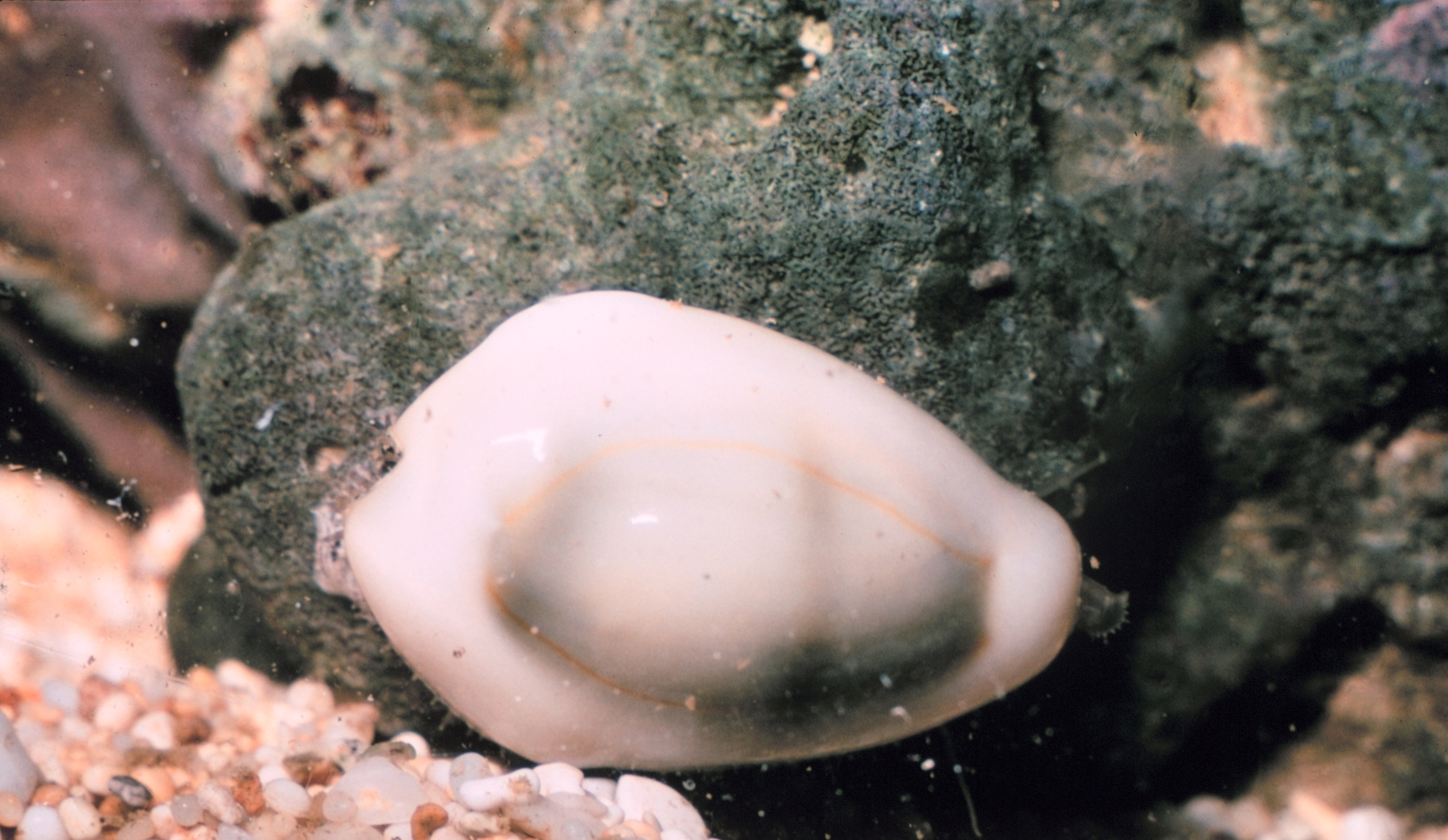
Legelés közben

A Monetaria moneta előfordulási területe magába foglalja az Indiai- és a Csendes-óceánt, valamint a Vörös-tenger déli részét. A Dél-afrikai Köztársaságtól kezdve Dél-Ázsia partvidékén és az Indiai-óceán déli részén keresztül, egészen Indonéziáig és Ausztráliáig majdnem mindenütt fellelhető. A Csendes-óceán minden trópusi és szubtrópusi tengervízben előfordul Japántól egészen Dél-Amerikáig.
Mivel az elterjedési területe hatalmas és ezen nagy számban fordul elő, a Monetaria moneta számos emberi kultúrában és vallásban kapott szerepet. Afrikában, Ázsiában, Polinéziában és az Amerikákban korábban jelentős szerepet játszott a kereskedelemben és a vallási szertartásokban. A helybéli pénzként való használata mellett tárgyakat és ruhákat is díszítettek vele.

## Alfaja és alakjai
- Monetaria moneta barthelemyi (f) Bernardi, M., 1861[5]
- Monetaria moneta form erosaformis[6]
- Monetaria moneta form harrisi Iredale, T., 1939[7]
- Monetaria moneta form icterina Lamarck, J.B.P.A. de, 1810[8]
- Monetaria moneta form rhomboides Schilder, F.A. & M. Schilder, 1933[9]
- Monetaria moneta form tuberculosa Quoy, J.R.C. & J.P. Gaimard, 1834[10]

## Megjelenése
Kisméretű háza, csak 3 centiméter hosszú. Az alapja kissé hatszög alakú. Házának nagy része fehér vagy piszkos sárga, viszont a nyílás felé áttetszővé válik. Az állat testét borító bőrszerű köpeny feketés vagy piszkosfehér.

## Életmódja
Az árapálytérség lakója. Azokat az élőhelyeket választja otthonául, melyek bővelkednek a moszatban, elhalt korallokban (Anthozoa) és üres kagylóhéjakban (Bivalvia). A vízalatti kövek alatt, illetve az apály idején a napra került sziklafalakon található meg. Tápláléka algából, növényi törmelékből és döglött korallból áll.

## Képek

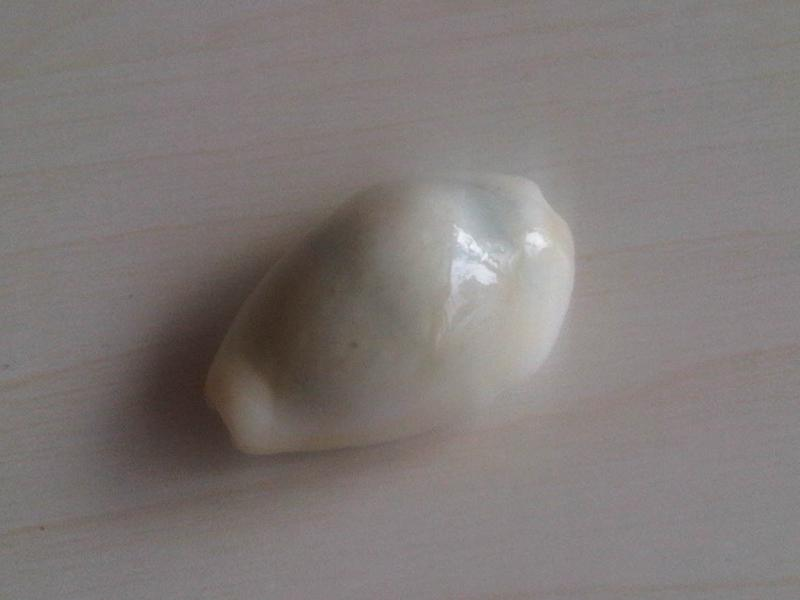
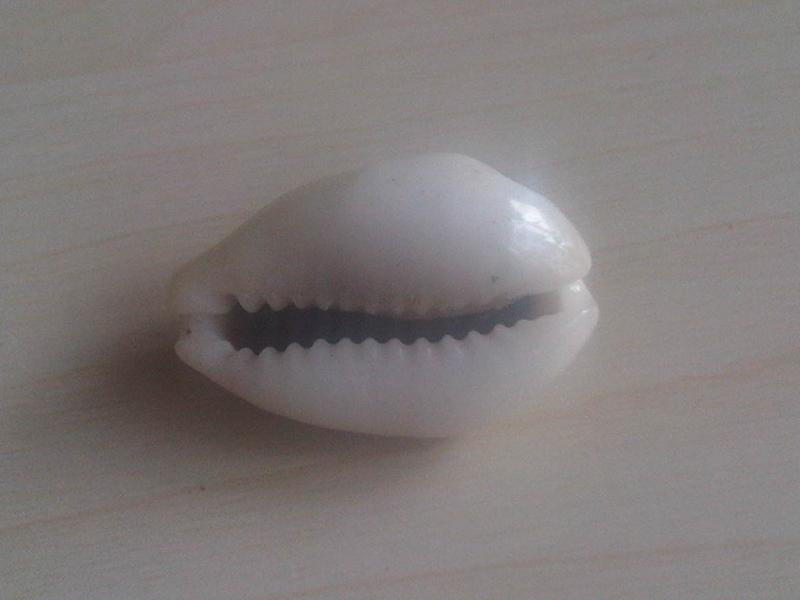
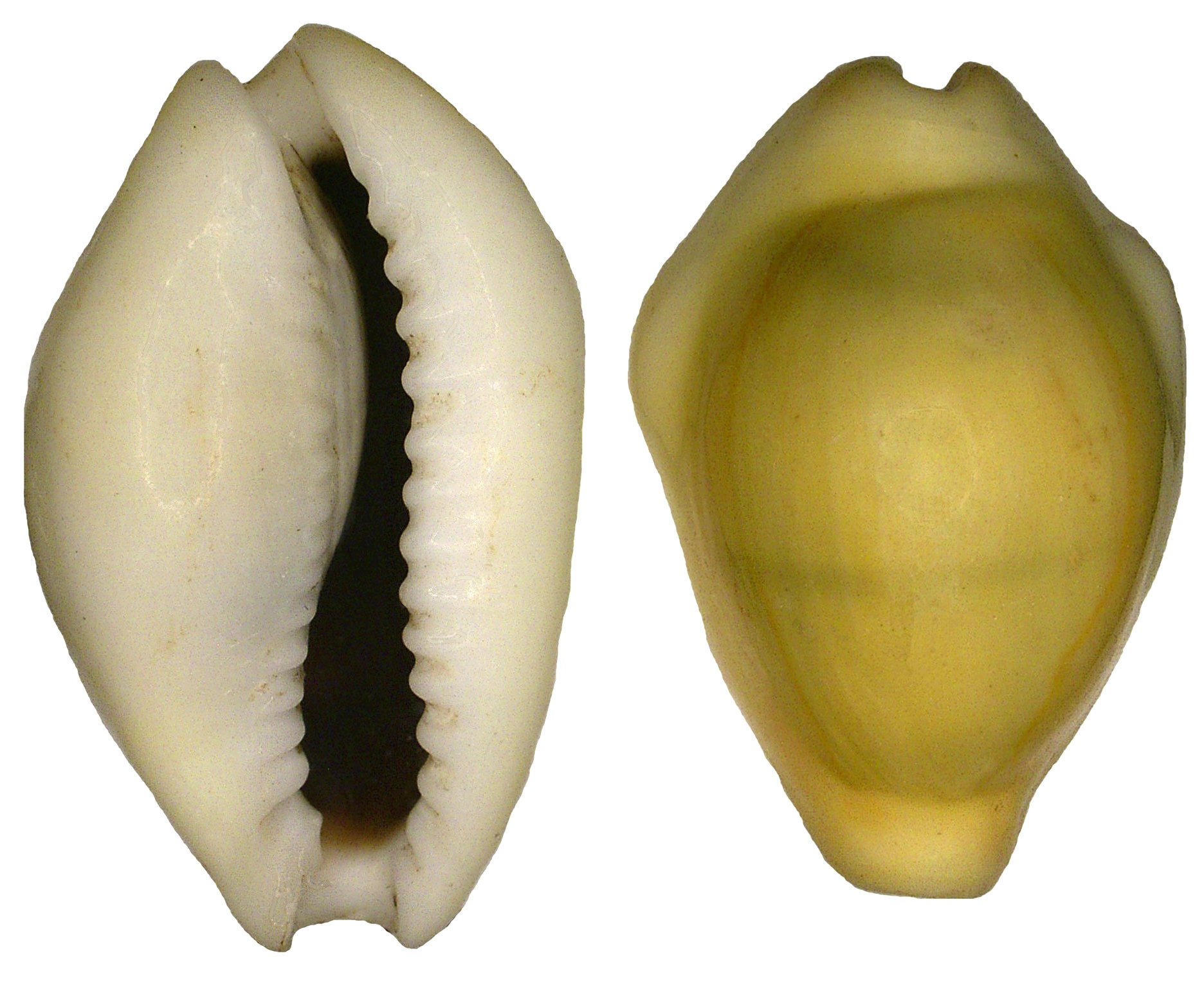
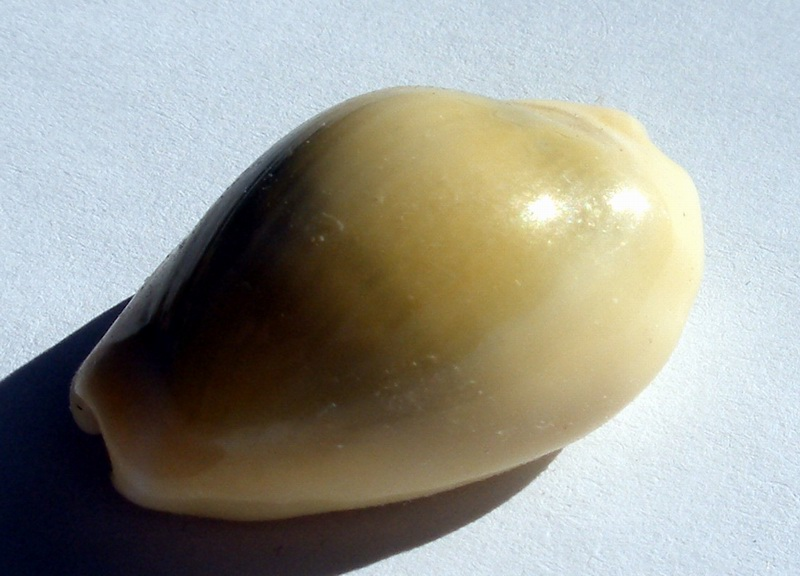
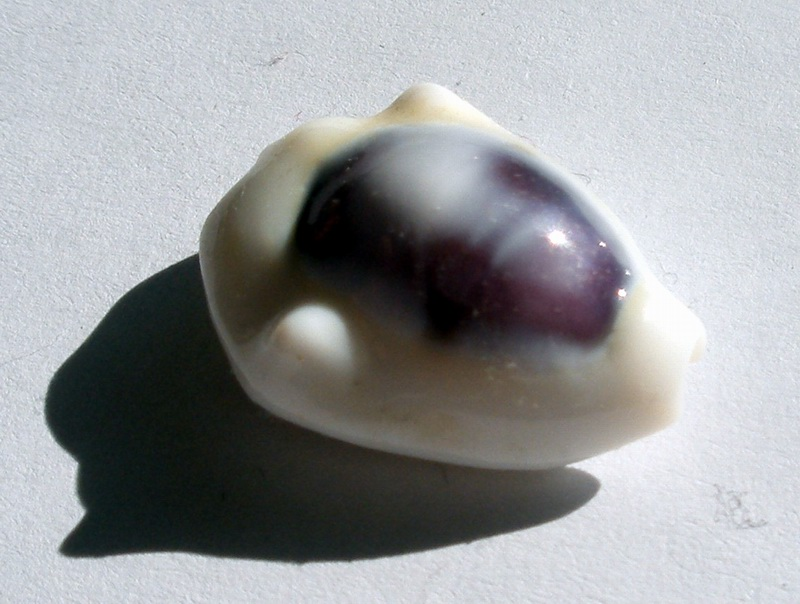
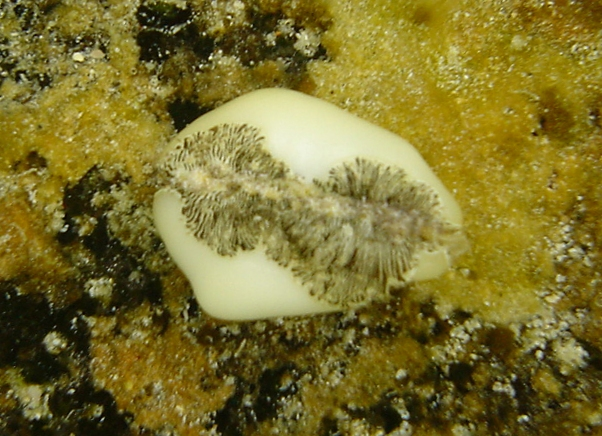
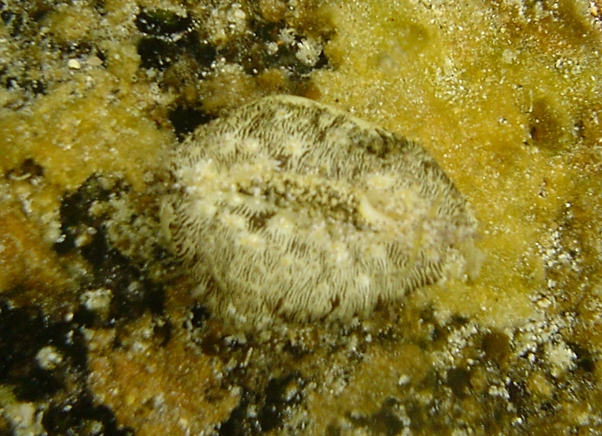

### Fordítás
- Ez a szócikk részben vagy egészben  a   Monetaria moneta című angol Wikipédia-szócikk ezen változatának fordításán alapul.  Az eredeti cikk szerkesztőit annak laptörténete sorolja fel. Ez a jelzés csupán a megfogalmazás eredetét és a szerzői jogokat jelzi, nem szolgál a cikkben szereplő információk forrásmegjelöléseként.